# نمایشگر کریستال مایع با ترانزیستور فیلم نازک
نمایشگر کریستال مایع با ترانزیستور فیلم نازک (TFT LCD) (به انگلیسی: Thin-film-transistor liquid-crystal display) نوعی صفحه نمایش کریستال مایع (LCD) است که از فناوری ترانزیستور فیلم نازک (TFT) برای بهبود کیفیت تصویر مانند آدرس‌پذیری و کنتراست استفاده می‌کند. یک ال‌سی‌دی تی‌اف‌تی بر خلاف ال‌سی‌دی‌های ماتریسی غیرفعال یا ساده و ال‌سی‌دی‌های راه‌انداز مستقیم، یک ال‌سی‌دی ماتریسی فعال با چند بخش است. 
ال‌سی‌دی تی‌اف‌تی‌ها در وسایلی از جمله تلویزیون، نمایشگر رایانه، تلفن‌های همراه، دستگاه‌های دستی، سیستم‌های بازیهای ویدئویی، سامانه ناوبری، سیستم‌های ناوبری، پروژکتورها، و داشبورد خودرو استفاده می‌شوند.

## تاریخ
ماسفت (ترانزیستور اثر میدانی-اکسید فلزی- نیم‌رسانا) توسط محمد محمد عطاالله و داوون کانگ در آزمایشگاه‌های بل در سال ۱۹۵۹ اختراع شد، و در سال ۱۹۶۰ ارائه شد. پل کی. ولایمر در آرسی‌ای با تکیه بر کار خود با ماسفتها، ترانزیستور فیلم نازک (TFT) را در سال ۱۹۶۲ توسعه داد. این یک تی‌اف‌تی سی‌دی‌اس (سولفید کادمیوم)، و نوعی از ماسفت متمایز از بدنه ماسفت استاندارد بود. ایده نمایش یک نمایشگر کریستال مایع مبتنی بر (ال‌سی‌دی تی‌اف‌تی) توسط برنارد لچنر از  آزمایشگاه‌های RCA در سال ۱۹۶۸ درک شد. در سال ۱۹۷۱، لچر، اف.جی. مارلو، ای او نستر و جی. تولس نمایشگر ماتریس ۲ در ۱۸ را با استفاده از یک حالت  پراکنش پویا نشان دادند. در سال ۱۹۷۳، تی پیتر برودی، جی‌ای آساس و جی دی دیکسون در آزمایشگاه‌های تحقیقاتی وستینگهاوس با توسعه یک TFT CdSe (کادمیم سلنید) که آن‌ها برای نشان‌دادن اولین نمایشگر CdSe کریستال مایع با ترانزیستور فیلم نازک (TFT LCD) استفاده کردند. برودی و فناگ چن لو اولین  نمایشگر کریستال مایع ماتریسی فعال تخت (AM LCD) را با استفاده از CdSe TFT در سال ۱۹۷۴ نشان دادند، و سپس بردی اصطلاح «ماتریس فعال» را در سال ۱۹۷۵ ابداع کرد. تا تاریخ ۲۰۱۳، همه دستگاه‌های  نمایشگر تصویری الکترونیکی با وضوح بالا و با کیفیت بالا از نمایشگرهای ماتریس فعال مبتنی بر TFT استفاده می‌کنند.